# W Camelopardalis
W Camelopardalis är en förmörkelsevariabel av Mira Ceti-typ i stjärnbilden Giraffen. 
Stjärnan har magnitud +10,8 och når i förmörkelsefasen ner till +14,5 med en period på 278,0 dygn. 